# Coelogyne malipoensis
Coelogyne malipoensis är en orkidéart som beskrevs av Zhan Huo Tsi.
Coelogyne malipoensis ingår i släktet Coelogyne och familjen orkidéer. Inga underarter finns listade i Catalogue of Life.